# Salvadori-réce
A Salvadori-réce (Salvadorina waigiuensis) a lúdalakúak (Anseriformes) rendjébe, ezen belül a récefélék (Anatidae) családjába tartozó Salvadorina nem egyetlen faja.

## Elnevezése
Magyar nevét Tommaso Salvadori olasz természettudósról kapta és nem a Közép-Amerikai országról, Salvadorról.

## Rendszerezés
A fajt korábban az úszórécék közé, az Anas nemzetségbe sorolták.
Jelenleg bizonytalan, hogy vajon tényleg a réceformák (Anatinae) alcsalád tagja-e.
Egyesek szerint inkább a tarkalúdformák (Tadorinae) alcsalád közé kellene sorolni. Ott is a zuhatagi récék (Merganettini) nemzetségéhez közel álló fajnak vélik.
Az odatartozó két fajhoz, a zuhatagi récéhez (Merganetta armata) és a karimáscsőrű récéhez (Hymenolaimus malacorhynchos) hasonlóan ez a faj is hegyvidéken él, főleg gyors folyású patakok mentén.
Talán mindhárman a récefélék ősi, Gondwánán kifejlődött csoportjának utolsó túlélői, akiket a kontinensek szétdarabolódása sodort egymástól olyan messzire.
Más vélekedések szerint a faj az úszórécék közé tartozik és a zuhatagi récékre hasonlító tulajdonságai csak a hasonló élőhelyhez való alkalmazkodás során alakultak ki nála.

## Előfordulása
Kizárólag Új-Guinea magas hegységeiben él. 
Egyben ez az egyetlen endemikus récefaja Új-Guineának, és a szigeten kívül nem is fordul elő máshol.
Az 500 és 3700 méter között található gyors folyású hegyi patakok és folyók mentén él, de előfordul magashegységi lápos vidékeken is.

## Megjelenése
Territoriális viselkedésű faj, a két ivar hasonló, tollazatuk fekete-fehér csíkos, csőrük élénksárga.

## Életmódja
Egyike annak a néhány vízimadárfajnak, melyek alkalmazkodtak a gyors folyású hegyi folyókhoz.